# Я знаю, что это правда
«Я знаю, что это правда» (англ. I Know This Much Is True) — американский драматический мини-сериал Дерека Сиенфрэнса. Экранизация одноимённого романа автора Уолли Лэмба. Премьера состоялась 10 мая 2020 года на телеканале HBO.

## Сюжет
Доминик Бёрдси, простой маляр, вынужден всю жизнь присматривать за своим братом-близнецом Томасом, страдающим шизофренией. Флешбеки возвращают героев в прошлое.  В какой-то момент Томас перестает принимать медикаменты и его состояние ухудшается. Его помещают на принудительное лечение в психиатрическую больницу и брат пытается найти способ вызволить его. Между тем жизнь Доминика складывается тяжело. Некоторое время назад погиб его маленький ребёнок, что повлекло за собой развод. В клинике Доминик сближается с психотерапевтом доктором Патель и ищет пути к возвращению жизни в нормальное русло.

## Актёрский состав
- Марк Руффало — Доминик и Томас Бёрдси, братья-близнецы
  - Филип Эттингер — Доминик и Томас в молодости
- Мелисса Лео — Ма (Концеттина Иполита Темпеста Бёрдси)
- Рози О’Доннелл — Лиза Шефер
- Арчи Панджаби — доктор Патель
- Имоджен Путс — Джой Хэнкс
- Джон Прокаччино — Рэй Бёрдси
- Роб Хюбель — Лео
- Майкл Грейес — Ральф Дринкуотер
- Гильермо Диас — сержант Диас
- Марчелло Фонте — Доменико Онофрио Темпеста
- Брюс Гринвуд — доктор Хьюм
- Брайан Гудман — Эл
- Джульетт Льюис — Недра Фрэнк
- Кэтрин Хан — Десса Константин
  - Эшлинг Франчози — Десса в молодости

## Производство

### Разработка
В октябре 2017 года было объявлено, что Дерек Сиенфрэнс займётся адаптацией романа «В этом я уверен» автора Уолли Лэмба для телеканала HBO. Марк Руффало, Лэмб, Сиенфрэнс, Бен Браунинг и Глен Баснер были объявлены в качестве исполнительных продюсеров. В октябре 2018 года было объявлено, что HBO официально заказал производство сериала. В январе 2020 года было объявлено, что премьера шоу состоится в апреле 2020 года.

### Кастинг
В октябре 2017 года, совместно с объявлением о начале работы над шоу, стало известно, что Марк Руффало исполнит ведущие роли братьев-близнецов. В апреле 2019 года к актёрскому составу шоу присоединились Мелисса Лео, Рози О’Доннелл, Арчи Панджаби, Имоджен Путс, Джульетт Льюис и Кэтрин Хан. В ноябре того же года в каст вошли Эшлинг Франчози, Джон Прокаччино, Роб Хюбель, Филип Эттингер и Майкл Грейес.

### Съёмки
Съёмки шоу проходили в разных городах штата Нью-Йорк. 9 мая 2019 года на съёмочной площадке в автосалоне в Элленвилле разгорелся пожар, уничтоживший киноаппаратуру и 20 классических автомобилей, в связи с чем съёмки были ненадолго приостановлены.

## Награды и номинации
| Премия                         | Категория                                         | Номинант     | Результат |
| ------------------------------ | ------------------------------------------------- | ------------ | --------- |
| «Золотой глобус»               | Лучшая мужская роль — мини-сериал или телефильм   | Марк Руффало | Победа    |
| «Эмми»                         | Лучшая мужская роль в мини-сериале или телефильме | Марк Руффало | Победа    |
| «Выбор телевизионных критиков» | Лучшая мужская роль в мини-сериале или телефильме | Марк Руффало | Номинация |
| «Спутник»                      | Лучшая мужская роль — мини-сериал или телефильм   | Марк Руффало | Номинация |
| Премия Гильдии киноактёров США | Лучшая мужская роль в мини-сериале или телефильме | Марк Руффало | Победа    |